# Michael Simões Domingues
Michael Simões Domingues, ismertebb nevén Mika (Yverdon-les-Bains, Svájc, 1991. március 8. –) portugál labdarúgó, aki jelenleg a Sunderlandben játszik, kapusként.

## Pályafutása
Mika Svájcban született, portugál szülők gyermekeként. 2006-ban, 15 évesen az UD Leiria ifiakadémiájára került. Az első csapathoz a 2009/10-es szezonban került fel, harmadik számú kapusként. 2010. február 26-án, a Vitória SC ellen debütált, csereként beállva, Hélder Godinho kiállítását követően. A megítélt büntetőt nem tudta védeni, így csapata elvesztette a mérkőzést. Később a Sporting CP és a Benfica ellen is lehetőséget kapott, előbbi mérkőzés 0-0-ra, utóbbi 3-3-ra végződött.
2011. július 7-én 500 ezer euróért leigazolta a Benfica,  ötéves  szerződést kötve vele. Az első csapatban nem kapott lehetőséget, mivel csak harmadik számú kapus volt a keretben. 2014. január 27-én elhagyta a lisszaboni klubot és még aznap két évre aláírt a másodosztályú Atléticóhoz. Ott első számú kapus volt, de nem tudta megakadályozni csapata kiesését.
2014 nyarán visszatért az élvonalba, miután három évre aláírt a Boavistához. 2016 nyarán az angol Leicester City és a Sunderland is érdeklődött iránta. Végül a Sunderlandet választotta, ahol két évre írt alá, de végül csak az átigazolási időszak lezárulta után vált hivatalossá a transzfer, egy technikai probléma miatt.

### A válogatottban
Mika tagja volt annak a portugál U20-as válogatottnak, mely bejutott a 2011-es U20-as vb döntőjébe. Addig mindössze egy gólt kapott a csapat, a fináléban viszont kikaptak Brazíliától 3-2-re. Az elődöntőben, Franciaország ellen Mika rekordot döntött az U20-as világbajnokságok történetében, a kapott gólok nélküli percek tekintetében. A torna után azonnal bekerült az U21-es válogatottba is, ahol szerepelt a 2013-as U21-es Eb selejtezőiben.

## Külső hivatkozások
- Michael Simões Domingues pályafutásának statisztikái a Soccerbase oldalon (angolul)